# Наоми Клайн
Наоми Клайн (също Нейоми, на английски: Naomi Klein) е канадска журналистка, автор и активист, известна с нейните политически анализи и критика на корпоративната глобализация.

## Биография
Наоми Клайн е родена на 8 май 1970 г. в Монреал, Канада.
От 2011 г. е в Управителния съвет на международната организация за борба с глобалното затопляне и въглеродните емисии 350.org.
От септември 2021 г. е професор по климатична справедливост в Географския факултет на Университета на Британска Колумбия, като ръководи и създадения там Център за климатична справедливост.

## Филмография
- The Corporation (2003)
- The Take (2004)
- The Shock Doctrine (2007)